# Dolní Rokytá
Dolní Rokytá (německy Nieder Rokitai) je vesnice, část obce Rokytá v okrese Mladá Boleslav. Nachází se asi jeden kilometr jižně od Rokyté. Dolní Rokytá je také název katastrálního území o rozloze 5,12 km².

## Historie
První písemná zmínka o vesnici pochází z roku 1356.

## Pamětihodnosti
- Dům čp. 36

## Galerie

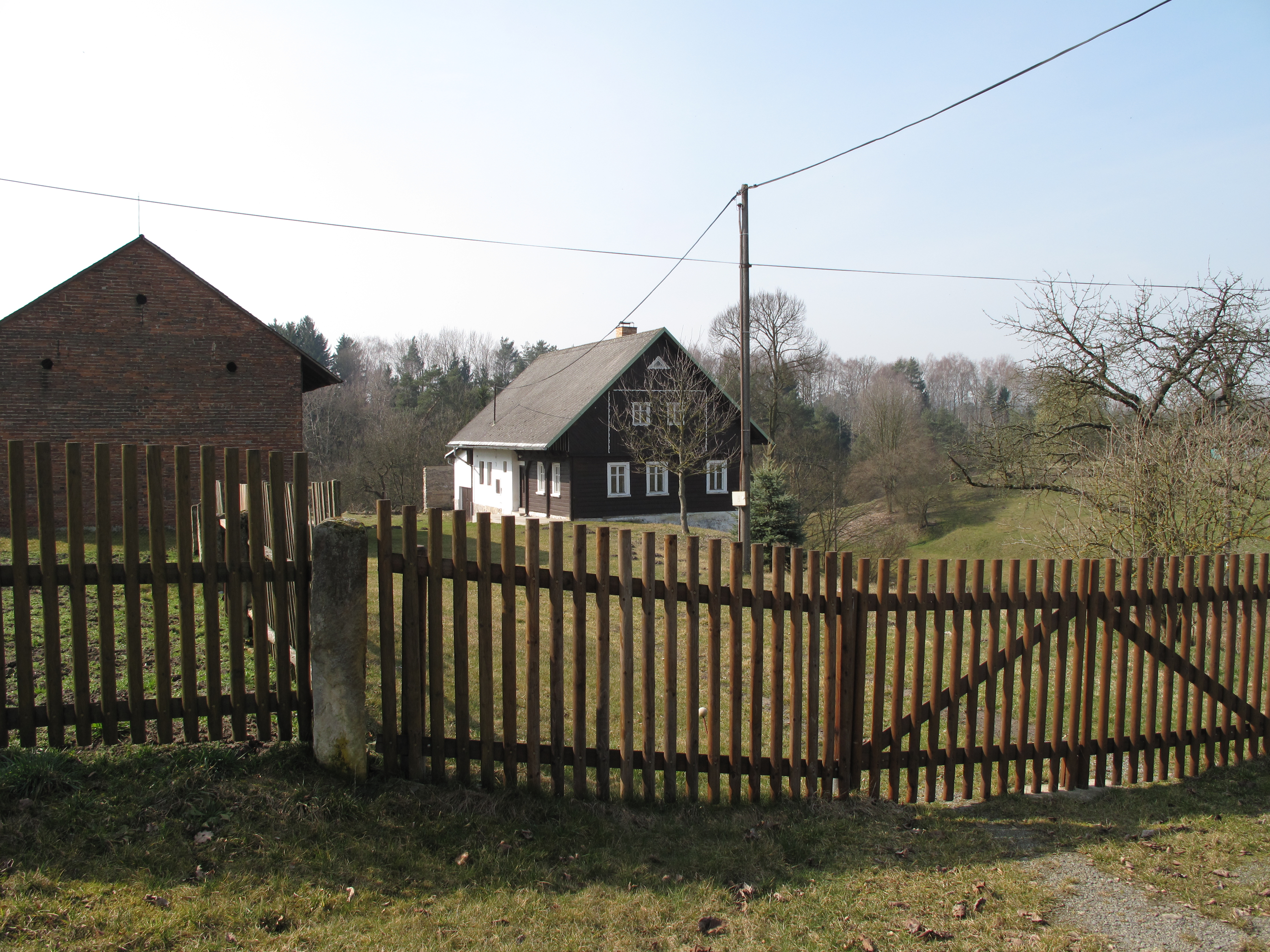
Dům za plotem
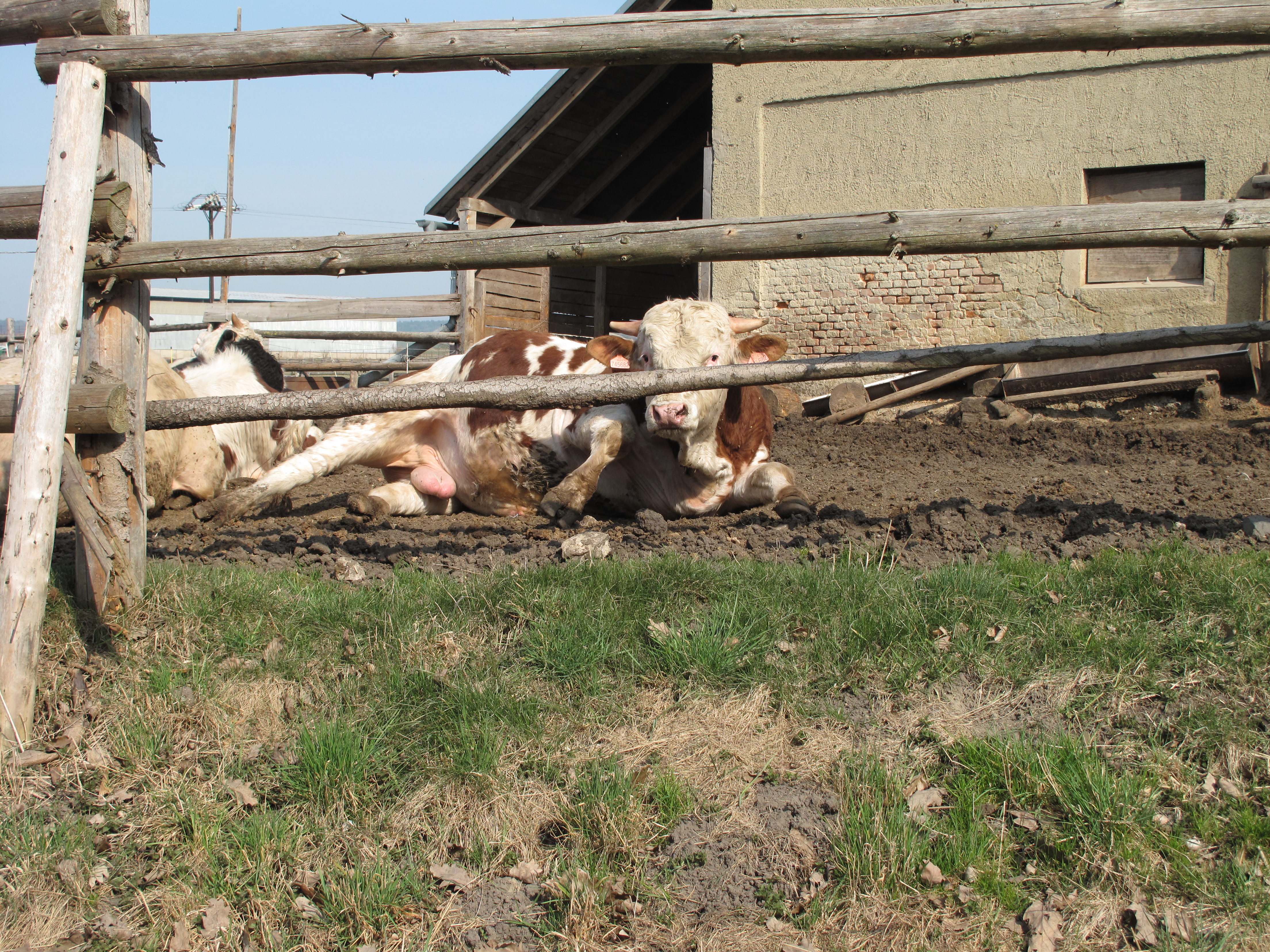
Ležící býk
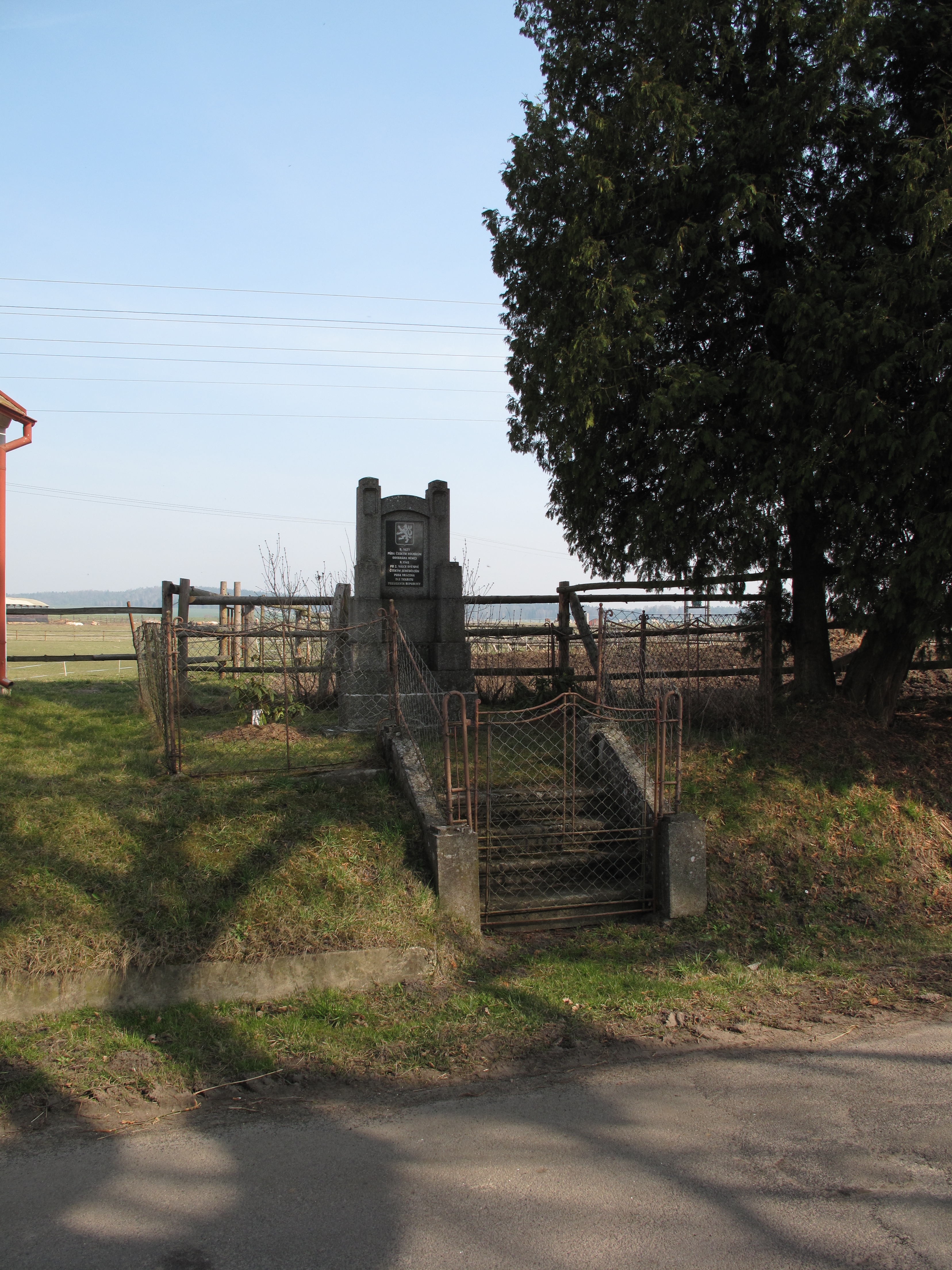
Pomník padlým